# Gliese 133
Gliese 133 (GJ 133 / HIP 15638) es una estrella en la constelación de Cefeo.
De magnitud aparente +11,21, no es observable a simple vista.
Gliese 133 es una enana roja de tipo espectral M2.
Mucho más tenue que el Sol, tiene una luminosidad bolométrica —que incluye la luz infrarroja emitida— equivalente al 2,2% de la luminosidad solar; es muy parecida a otras enanas rojas más próximas como Lalande 21185 o Gliese 625.
Tiene una temperatura efectiva de 3407 ± 50 K.
Con un radio equivalente al 43% del radio solar, gira sobre sí misma con una velocidad de rotación proyectada inferior a 1 km/s, lo que conlleva que su período de rotación puede ser de hasta 22 días.
Presenta un contenido metálico tres veces menor que el del Sol, siendo su índice de metalicidad [M/H] = -0,47.
Gliese 133 está situada, de acuerdo a la reducción de los datos de paralaje de Hipparcos (71,21 ± 1,56 milisegundos de arco), a 45,8 ± 1,0 años luz del sistema solar.
La estrella conocida más cercana a ella es GJ 1035, a 4,5 años luz.
La brillante Errai (γ Cephei) se encuentra a una distancia de 8,2 años luz de ella.